# Der Henker von Venedig
Der Henker von Venedig (Originaltitel: Il boia di Venezia) ist ein italienischer Kostüm- und Abenteuerfilm aus dem Jahre 1963 von Luigi Capuano mit Lex Barker und Guy Madison in den Hauptrollen.

## Handlung
Die Republik Venedig im Jahre 1645. Die Lagunenstadt hat ein großes Piratenproblem: Ihre militärischen Gegner in Österreich und Spanien unterstützen die Freibeuter, die den Handel Venetiens mit ihren Angriffen in der Adria dauerhaft gefährden. Der Doge von Venedig, Giovanni Bembo, versucht Gegenmaßnahmen zu ergreifen. Zu diesem Zeitpunkt will der attraktive und degengewandte Sandrigo, einst ein Findelkind und nunmehr Adoptivsohn des Dogen, die schöne Leonora Darin heiraten. Dies missfällt seinem schärfsten Widersacher und Gegenspieler, dem Großinquisitor Rodrigo Zeno, sehr. Auch er hat großes Interesse an der schönen Maid und will überdies Sandrigo schon deshalb aus dem Weg räumen, da ihm dessen Einfluss auf den Dogen missfällt. Mit Hilfe des so genannten Zehnerrates möchte Finsterling Zeno seine Macht in Venedig erheblich ausdehnen und überdies selbst der Gatte Leonoras werden. 
Der Tag der geplanten Eheschließung steht also unter keinem guten Stern. Erst erfährt Sandrigo, dass nicht der Doge sein leiblicher Vater ist und er nach einem Piratenüberfall, den er als vierjähriges Kind überlebt hatte, adoptiert wurde. Dann lässt der von Zeno stark beeinflusste Zehnerrat Sandrigo noch vor der Vermählung direkt vor dem Traualtar verhaften: Als Grund dafür muss die Unterstellung herhalten, Sandrigo, der am Vortag mit dem Piratenführer Guarnieri gesichtet worden war, sei in Wahrheit mit den Freibeutern im Bunde. Doch Sandrigo hat Freunde unter den einfachen Menschen und Habenichtsen dieser Stadt: Die Bettler und Taschendiebe sehen in Sandrigo einen Freund und Wohltäter und planen unter der Führung des erblindeten Bartolo die Befreiung Sandrigos. Zeno ist jedoch über die Gegenmaßnahmen gut informiert, und er hat bereits einen besonders hinterhältigen Plan ersonnen, Sandrigo für immer loszuwerden. Dazu bedient er sich ausgerechnet Guarnieris, von dem Zeno weiß, dass dieser den Dogen, also Sandrigos Ziehvater, hasst, seitdem der alte Stadtvorsteher von Venedig einst angeblich für den Tod von Guarnieris Sohn verantwortlich zeichnete.
Guarnieri ist im Hauptberuf der Henker von Venedig, was kaum jemandem außer Zeno bekannt ist. Und was noch schlimmer ist: Niemand ahnt, dass Guarnieri in Wahrheit auch der leibliche Vater Sandrigos ist, den er auf Geheiß Zenos und des Zehnerrates wegen Hochverrats hinrichten soll. Als der von Bartolo initiierte Befreiungsschlag anläuft, ist Zeno längst durch einen Zuträger informiert. Er lässt Sandrigo entkommen, um diesen von Guarnieri wieder einfangen und ermorden zu lassen. So würde keiner auf seine, Zenos, Mittäterschaft schließen können. Bei seinem Zweikampf mit Guarnieri wird Sandrigo schwer verletzt und stürzt in einen Kanal, aus dem ihn Bartolos Leute wieder herausfischen. Doch ein erneuter Verrat bringt Sandrigo ein weiteres Mal in Zenos Hände. Der glaubt sich beinah am Ziel, und da die holde Leonora sich seinem Werben noch immer hartnäckig entzieht, plant der Finsterling nunmehr sowohl Sandrigos als auch Leonoras Exekution durch Guarnieri. Im letzten Moment erfährt dieser, dass sein totgeglaubter Sohn in Wahrheit Sandrigo ist und er die ganze Zeit von Zeno manipuliert wurde. Vater und Sohn sorgen nun gemeinsam dafür, dass der schurkische Zeno seine gerechte Strafe erhält. Endlich kann Guarnieri seines Amtes walten und den Großinquisitor enthaupten.

## Produktionsnotizen
Der Henker von Venedig entstand im Mai und Juni 1963 in Rom (Atelier) und Venedig (Außenaufnahmen) und wurde am 20. September 1963 in Italien uraufgeführt. Die deutsche Premiere war am 17. Juli 1964.

## Wissenswertes
Die Hauptdarsteller Lex Barker und sein Landsmann Guy Madison waren ein halbes Jahr später erneut Antagonisten, als sie Ende 1963 die beiden Hauptrollen in dem deutschen Karl-May-Western Old Shatterhand übernahmen.

## Synchronisation
| Rolle            | Darsteller       | Synchronsprecher       |
| ---------------- | ---------------- | ---------------------- |
| Sandrigo Bembo   | Lex Barker       | Horst Niendorf         |
| Rodrigo Zeno     | Guy Madison      | Gert Günther Hoffmann  |
| Guarnieri        | Mario Petri      | Arnold Marquis         |
| Michele Arcà     | Alberto Farnese  | Michael Chevalier      |
| Bartolo          | Giulio Marchetti | Alfred Balthoff        |
| Pietro           | Franco Fantasia  | Friedrich Schoenfelder |
| Messere Grimani  | Raf Baldassarre  | Heinz Petruo           |
| Messere Leonardo | John Bartha      | Heinz Petruo           |

## Kritiken
Der Henker von Venedig gilt für viele Kritiker als der beste italienische Film, den Lex Barker gedreht hat. Nachfolgend mehrere Einschätzungen:
In einer MDR-Kritik heißt es anlässlich einer Fernsehausstrahlung: „Ein aufwendig an Originalschauplätzen inszenierter Abenteuerfilm, dessen spannende und unterhaltsame Geschichte mit allerlei finsteren Machenschaften, Verrat, Liebe und Eifersucht angereichert ist.“
In „Die Nacht der lebenden Texte“ ist zu lesen: „Es ist Konfektionsware, die der Regisseur mit „Der Henker von Venedig“ inszeniert hat: anständig kostümiert, mit hübsch anzuschauenden Protagonisten, einigermaßen ansehnlichen Degengefechten und der einen oder anderen schönen Venedig-Einstellung. Dazu eine mörderische Intrige und Ränkespiele um Macht und Liebe – nach heutigen Maßstäben sehr altmodisch und etwas naiv, mit Nostalgiebrille aber durchaus vergnüglich.“
Lexbarker.net kommt zu folgender Beurteilung: „Der grosse Vorzug dieses Filmes ist der Drehort Venedig. Das Flair der Lagunenstadt mit der ihr eignen Architektur und den idyllischen Kanälen kommt gut zum Ausdruck. Die Story ist spannend, wenn auch zuweilen arg konstruiert. Die Akteure spielen bis in die Nebenrollen glaubwürdig und charismatisch. 'Der Henker von Venedig' ist eine handwerklich überzeugende Verfilmung, die von einem atmosphärischen Drehort profitiert und mit bescheidenem Budget gute Unterhaltung bietet. Ein sympathischer, spannender Kostümfilm mit einem sehr präsenten Lex Barker.“
Im Lexikon des Internationalen Films heißt es: „Anspruchsloser Abenteuerfilm, der außer einigen schönen Bildern von Venedig und der Insel Torcello nur Herkömmliches zu bieten hat.“